# Babiarzówka
Babiarzówka (890 m) – szczyt w Paśmie Jałowieckim, które w regionalizacji fizycznogeograficznej Polski według Jerzego Kondrackiego zaliczane jest do Beskidu Makowskiego, w nowszej regionalizacji z 2018 roku do Beskidu Żywiecko-Orawskiego, a w najszerszym ujęciu do Beskidu Żywieckiego. Babiarzówka znajduje się w tym paśmie pomiędzy przełęczą Opaczne (tuż po jej wschodniej stronie), a przełęczą Kolędówki.
Północny, całkowicie porośnięty lasem stok Babiarzówki opada do Stryszawki, południowo-wschodni, również lesisty, do Opacznego Potoku. Na południowo-zachodnim stoku wysoko, aż pod sam szczyt podchodzą pola i zabudowania należącej do Zawoi osady Opaczne, od której pochodzi nazwa przełęczy pod Babiarzówką. Nazwa szczytu pochodzi od należącej do Stryszawy części wsi Babiarze.
Grzbietem przez Babiarzówkę biegnie granica między miejscowościami Stryszawa i Zawoja, obydwie w powiecie suskim, w województwie małopolskim, oraz szlak turystyczny.

## Szlaki turystyczne
przełęcz Przysłop – Kiczora – Arcygłówka – Solniska – Kolędówki – Kolędówka – Babiarzówka – Opaczne – Jałowiec – Czerniawa Sucha – Lachów Groń – Koszarawa. Czas przejścia 6 h, ↓ 6:05 h.